# Hydrocotyle hydrophila
Hydrocotyle hydrophila là một loài thực vật có hoa trong Họ Cuồng. Loài này được Petrie mô tả khoa học đầu tiên năm 1897.